# Galerio
Gaio Galerio Valerio Massimiano (in latino Gaius Galerius Valerius Maximianus; vicino Serdica, 250 circa – Serdica, 5 maggio 311) è stato un imperatore e militare romano durante la tetrarchia dal 293 fino alla sua morte nel 311.
Proveniente da una famiglia provinciale di modesta estrazione socio-economica, Galerio salì rapidamente la gerarchia nell'esercito romano, fino ad essere notato dall'imperatore Diocleziano, di cui sposò la figlia Valeria e di cui divenne cesare il 1º marzo 293, ricevendo il controllo delle province orientali dell'Impero romano. Cesare era, nella riforma tetrarchica dioclezianea, un titolo imperiale subordinato a quello di Augusto, detenuto in oriente dallo stesso Diocleziano. In questa veste condusse delle campagne lungo il limes danubiano - contro Sarmati, Carpi e Bastarni (294-296) - per poi conseguire una grande e prestigiosa vittoria contro i Sasanidi sul limes orientale, a seguito della quale i Romani ottennero condizioni di pace favorevolissime (298). Pagano e molto critico della religione cristiana, approvò, se non addirittura ispirò, la persecuzione dei cristiani decretata nel 303 dal suo superiore Diocleziano.
Il 1º maggio 305 Diocleziano e il suo collega Massimiano abdicarono in favore dei rispettivi cesari. Galerio divenne dunque l'augusto d'Oriente, con Costanzo Cloro come collega d'Occidente; la sua influenza fu ancora più vasta in considerazione del fatto che il cesare d'Oriente fu suo nipote Massimino Daia, mentre in Occidente fu nominato Flavio Severo, che aveva combattuto sotto di lui. La situazione, però, peggiorò rapidamente, quando l'anno successivo Costanzo morì: suo figlio Costantino si fece proclamare imperatore dalle truppe britanniche, mentre a Roma assunse il potere Massenzio, figlio dell'ex-collega di Diocleziano, Massimiano. Galerio inviò immediatamente Severo contro Massenzio, con l'aiuto di Massimiano, ma la morte di Severo e la fallimentare campagna di Galerio in Italia contro gli usurpatori cambiarono drasticamente gli equilibri di potere. Nel 308, alla conferenza di Carnunto, elevò Licinio direttamente al rango di augusto, riconoscendo Costantino come cesare; a seguito delle proteste contro l'elezione di Licinio, i due cesari, Costantino e Massimino Daia, si autoproclamarono a loro volta augusti nel 310.
Nel frattempo Galerio cadde vittima di una lunga e dolorosa malattia; il suo ultimo atto politico fu l'editto di tolleranza di Serdica del 30 aprile 311, col quale mise fine alla persecuzione di Diocleziano in tutto l'impero, precedendo di fatto l'Editto di Milano di Costantino e Licinio del 313. Strenuo difensore della tetrarchia, la sua morte nel maggio del 311 ne segnò inesorabilmente la fine.

## Biografia

### Origini e ascesa al trono
Galerio nacque nei pressi di Serdica (odierna Sofia, in Bulgaria), una cittadina della Dacia ripensis, attorno al 250; il padre, il cui nome non ci è pervenuto, era un contadino traco-romano mentre sua madre, Romula, era una donna pagana daco-romana. Durante la sua giovinezza fu un pastore, ragione per cui ebbe poi il soprannome di Armentarius (da armentum, "gregge"). Ebbe Valeria Massimilla dalla prima moglie, e Candidiano da una concubina; aveva anche una sorella, madre di Massimino Daia.
Servì come soldato sotto Aureliano e Probo, ma la sua carriera (cursus honorum) prima dell'ascesa al potere è ignota.
Galerio salì all'onore delle cronache in occasione della riorganizzazione dell'impero in senso tetrarchico voluta dall'imperatore Diocleziano, il quale scelse come proprio collega l'amico Massimiano e, successivamente, due generali come Cesari, una sorta di vice-imperatori; il 1º marzo 293 Galerio fu adottato da Diocleziano, assumendone il cognomen Valerio e titolo di Iovius, mutando il proprio nome in Massimiano, e fu nominato cesare incaricato della cura delle province Balcaniche e della difesa della frontiera orientale dell'impero. Così come Giove era patrono di Diocleziano ed Ercole di Massimiano, Galerio scelse Marte come proprio conservator («nume tutelare»), affermando di esserne il figlio.
A rafforzare i legami tra padre e figlio adottivo fu il matrimonio tra Galerio e la figlia di Diocleziano, Valeria, a causa del quale Galerio dovette abbandonare la prima moglie (è però possibile che il matrimonio tra Galerio e Valeria fosse antecedente all'elevazione al trono, come era avvenuto per il suo collega Costanzo e la figlia dell'augusto Massimiano, Flavia Massimiana Teodora, nel 289).

### Campagna sasanide

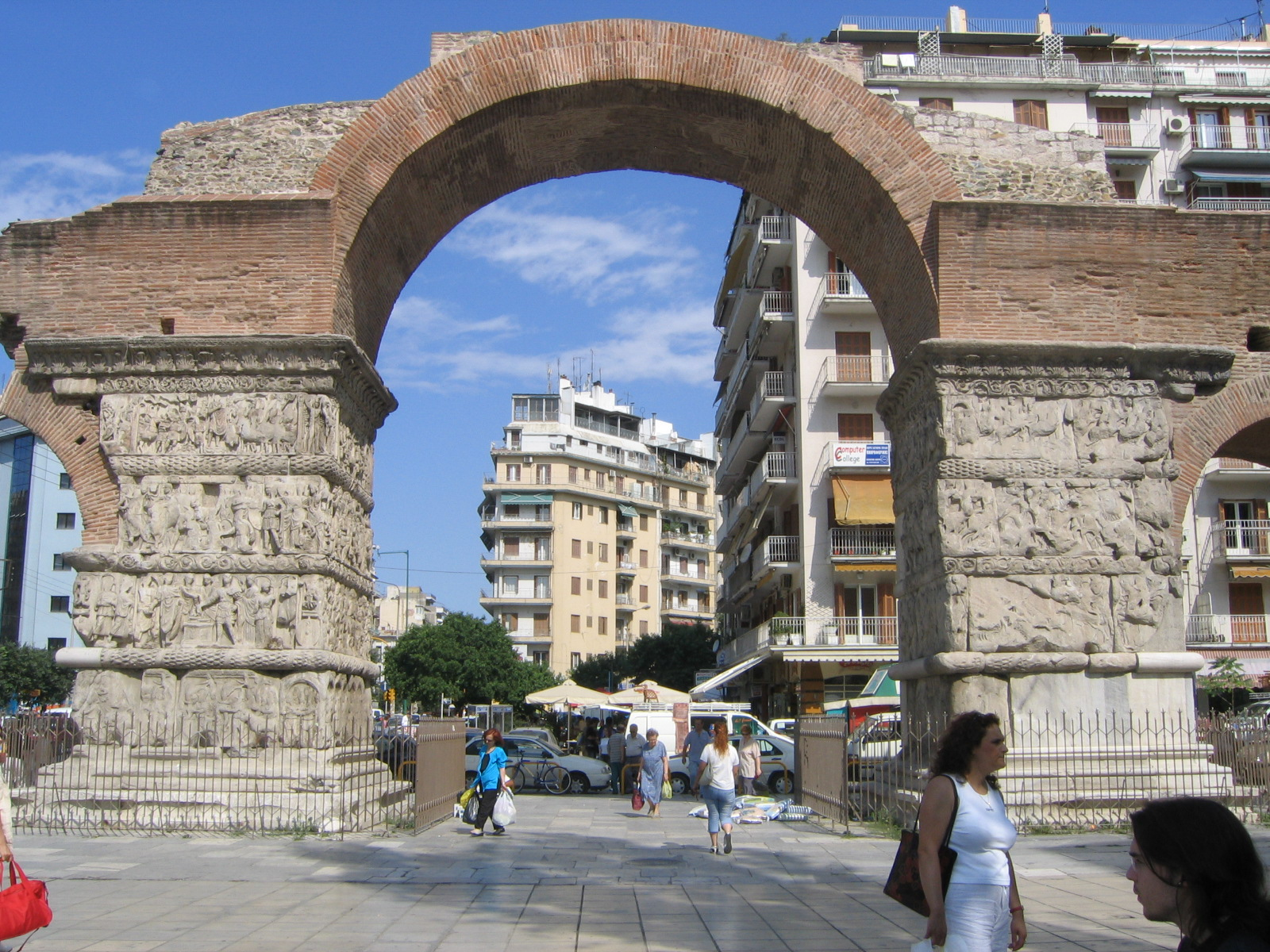
Resti dell'Arco di Galerio a Tessalonica, eretto per celebrare il trionfo nella guerra contro i Sasanidi

Dopo essere stato accompagnato da Diocleziano, nella primavera del 293, da Sirmio a Bisanzio, Galerio fu occupato con delle sollevazioni militari nell'Alto Egitto per quasi due anni; nel 295 circa si recò poi in Siria (scegliendo probabilmente Antiochia come propria capitale) per prepararsi alla guerra contro i Sasanidi, il cui nuovo gran re, Narsete, aveva dimostrato di perseguire una politica estera molto aggressiva.
Galerio respinse la prima offensiva di Narsete, ma il sovrano sasanide, nel 296, tornò con un esercito ancora più grande e, aggirando le difese frontaliere romane passando per il regno di Armenia di Tiridate, penetrò in Mesopotamia e di qui in Siria. Galerio imprudentemente affrontò Narsete con truppe di gran lunga inferiori, subendo una pesante sconfitta nella battaglia di Callinicum, e dovette ritirarsi. Gli eventi (e persino la data esatta, 296 o 297) della sconfitta romana non sono chiari, ma al ritorno ad Antiochia, fu Galerio a farsi carico della colpa della sconfitta: mentre Diocleziano entrava in città su di un carro, Galerio lo seguiva a piedi. La notizia della sconfitta romana fu la scintilla della rivolta in Egitto, in cui Lucio Domizio Domiziano si proclamò imperatore; Diocleziano fu costretto a recarsi personalmente nella provincia per sedare la rivolta, cosa che avvenne solo nella primavera del 298.
Galerio durante l'assenza di Diocleziano, richiamò l'esercito danubiano, e attaccò i Sasanidi (inverno 297/298) seguendo un piano ardimentoso. Scelse infatti di portare l'esercito romano nella montuosa Armenia, riuscendo ad attirarvi anche Narsete. Partecipò egli stesso alle operazioni di ricognizione del territorio in veste di speculator per individuare la posizione nemica. Con l'aiuto degli armeni, quindi, gli inflisse una pesantissima sconfitta, ricavandone un enorme bottino, riuscendo a conquistare lo stesso accampamento del re nemico (comprendente la moglie, le sorelle, i figli e esponenti della nobiltà persiana, il tesoro e l'harem). Intenzionato a capitalizzare il vantaggio conseguito, Galerio penetrò in Media, dove sconfisse un secondo esercito sasanide, e di qui in Adiabene, dove ottenne una terza vittoria, catturando poi Nisibis il 1º ottobre del 298. Scendendo lungo il Tigri, raggiunse e conquistò la città di Ctesifonte, per poi tornare in territorio romano percorrendo il corso dell'Eufrate.

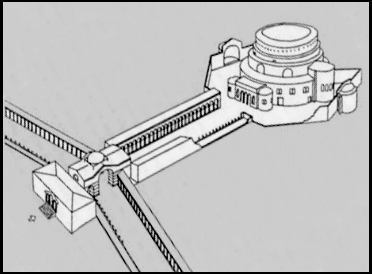
Ricostruzione del complesso dell'Arco di Galerio e della Tomba di Galerio a Tessalonica.

Le negoziazioni per la pace non iniziarono in maniera brillante. Narsete inviò una delegazione guidata da Apharban, suo amico personale, per richiedere la liberazione della moglie (forse prima che Galerio invadesse la Mesopotamia), ma Galerio rammentò all'inviato sasanide il trattamento riservato a Valeriano dal padre di Narsete e lo rimandò indietro. Successivamente, nella primavera del 299, Diocleziano e Galerio, riuniti a Nisibis, iniziarono le trattative inviando da Narsete il magister memoriae Sicorio Probo con le condizioni per la pace: Roma avrebbe acquisito i territori ad occidente del Tigri; Nisibis sarebbe stato l'unico emporio autorizzato di scambio tra Roma e Persia; l'Armenia sarebbe divenuta protettorato romano, fino al forte di Ziatha; i re di Iberia sarebbero stati scelti da Roma e avrebbero dovuto giurare fedeltà ai Romani; le cinque satrapie tra il Tigri e l'Armenia sarebbero state suzerain di Roma, che avrebbe dunque stabilito delle zone di influenza al di là del Tigri. Narsete provò ad obiettare, ma alla fine accettò.
Dopo la prestigiosa vittoria sui Sasanidi, Galerio fu incaricato di difendere la frontiera danubiana limes; pose la sua capitale a Tessalonica, dove eresse un grande palazzo, un mausoleo (la Tomba di Galerio) e un arco trionfale (arco di Galerio), che celebrava la vittoria sui Persiani e la cui iconografia riconosceva pienamente a Galerio i meriti della vittoria.

### Dalla persecuzione alla tolleranza dei cristiani

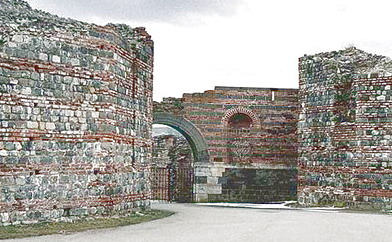
Il palazzo di Galerio a Felix Romuliana

Nel 299, mentre con Diocleziano si trovava in Siria al termine della campagna sasanide, assisteva a dei sacrifici quando i sacerdoti si accorsero che i segni normalmente rinvenibili nelle vittime sacrificali erano assenti, e non si trovavano neppure rifacendo i sacrifici. La causa fu individuata nell'influenza di profani che ostacolavano i sacrifici, gesto identificato con quello della croce fatto da alcuni cristiani nelle loro case per difendersi dai demoni. Gli imperatori, indignati, ordinarono a tutti i membri della corte di sacrificare agli dèi; per di più, a tutti i comandanti militari fu ordinato di far sacrificare ciascuno dei propri soldati, pena l'allontanamento dall'esercito.
Considerato che Diocleziano era pagano ma tollerante delle altre religioni, questo episodio è indicativo di due fattori: l'enorme prestigio acquisito da Galerio a seguito della sua vittoriosa campagna contro i Persiani, col quale poteva influenzare la politica dell'imperatore, e l'intransigenza di Galerio per il Cristianesimo.
La sua influenza fu probabilmente alla base dell'editto del 23 febbraio 303 (pubblicato il giorno seguente), il quale doveva impedire ai cristiani di seguire la propria religione e imporre loro di seguire la religione di Stato. L'editto prescriveva: a) il rogo dei libri sacri, la confisca dei beni delle chiese e la loro distruzione; b) il divieto per i cristiani di riunirsi e di tentare azioni giuridiche; c) la perdita di carica e privilegi per i cristiani di alto rango che si rifiutassero di abiurare; d) l'arresto di alcuni funzionari statali. A seguito di una rivolta scoppiata a Melitene e in Siria, un secondo editto ordinò l'arresto del clero. Un terzo editto mirò a svuotare le carceri sovraffollate da vescovi, preti, diaconi ed esorcisti; la condizione per il rilascio era però il sacrificio agli dei, e sebbene alcuni sopportassero persino la morte pur di non tradire la propria religione, alla fine le carceri furono svuotate. L'ultimo editto, all'inizio del 304, impose a tutti i cittadini dell'impero di sacrificare agli dèi; questo ordine fu però disatteso in Occidente, dove regnavano Massimiano e Costanzo.
Due incendi colpirono la città di Nicomedia, dove Diocleziano e Galerio si trovavano, a pochi giorni dalla promulgazione dell'editto. Sebbene cristiani e pagani si accusassero a vicenda di esserne gli autori, Galerio convinse Diocleziano che si trattasse di un tentativo cristiano di colpire gli imperatori: molti funzionari imperiali di alto rango furono processati, torturati e uccisi, molti furono i caduti nelle file del clero locale, anche se parecchi furono messi semplicemente in prigione, come Donato (a lui Lattanzio dedicò nel 311 il suo De mortibus persecutorum («Sulle morti dei persecutori»), un'opera contro Diocleziano e Galerio).

### Regno

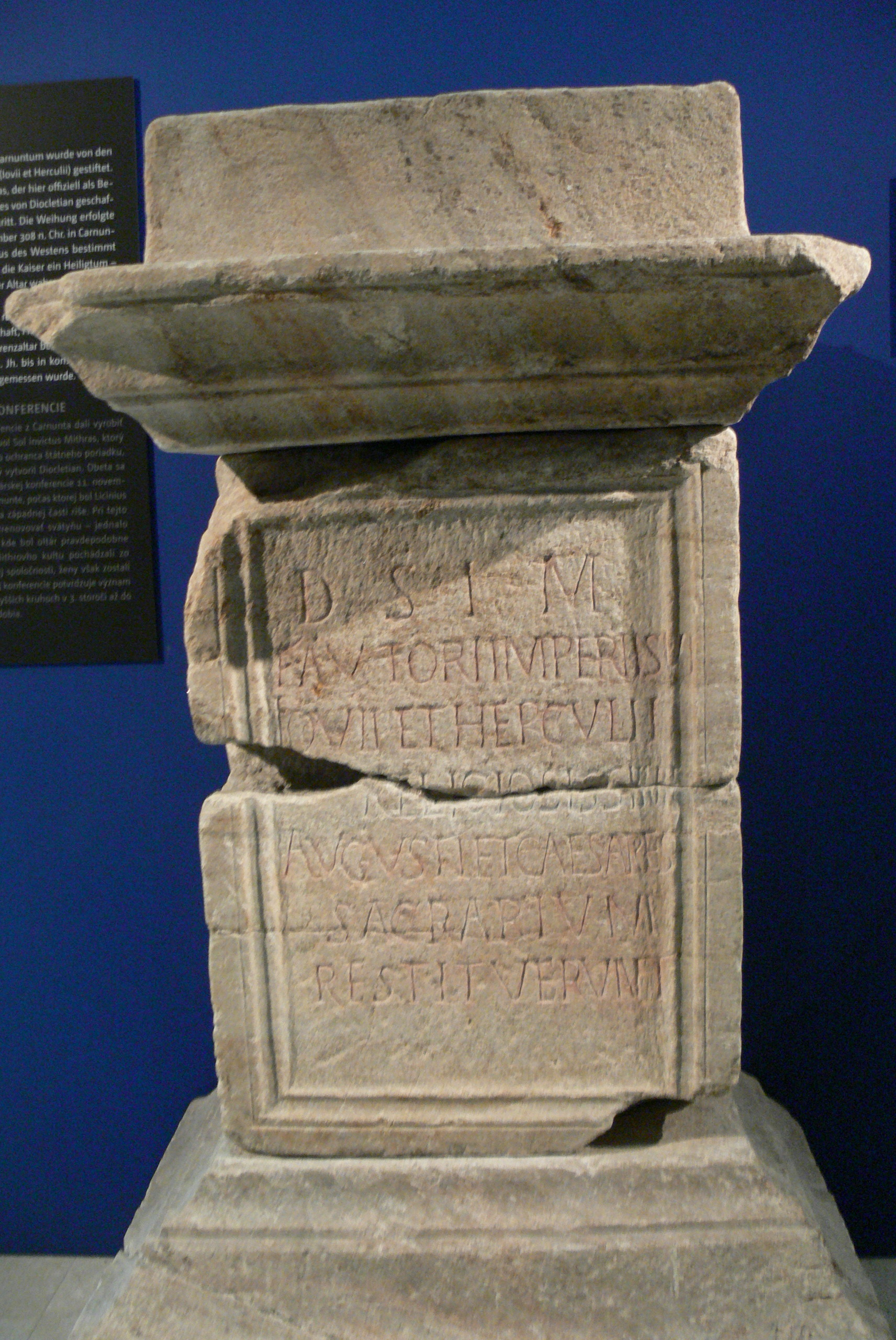
Altare eretto da Galerio, Licinio, Massimino Daia e Costantino I a Carnunto, sede del loro incontro nel 308, e dedicato a Mitra

Alla fine del 304, Diocleziano si ammalò, e sembrò ad un certo punto che fosse in fin di vita. Galerio si recò prima da Massimiano e poi da Diocleziano per convincerli ad abdicare in favore dei rispettivi cesari. I candidati più verosimili erano Costantino, figlio di Costanzo, e Massenzio, figlio di Massimiano, ma entrambi non erano ben visti da Galerio.
Il 1º maggio 305, vicino a Nicomedia, nello stesso luogo in cui Diocleziano era divenuto imperatore, l'augusto riunì l'esercito. Diocleziano annunciò la sua intenzione di abdicare, dopo aver nominato i due nuovi cesari; con grande sorpresa delle truppe, i prescelti non furono Massenzio e Costantino, ma Flavio Severo e Massimino Daia, il primo collaboratore di Galerio e il secondo suo nipote e guardia del corpo.
Dopo la morte di Costanzo Cloro l'anno successivo, le sue truppe proclamarono augusto a Eburacum (York) il figlio Costantino mentre contemporaneamente il figlio di Massimiano, Massenzio, si fece acclamare princeps a Roma. Galerio legittimò Costantino, designandolo cesare, mentre considerò Massenzio un usurpatore, ordinando, agli inizi del 307, a Flavio Severo di dirigersi a Roma per contrastarlo, ove tuttavia fu abbandonato dalle truppe, catturato e infine ucciso dopo una breve detenzione. Lo stesso Galerio poco più tardi tentò una sortita in Italia, senza successo. Quest'ultimo allora, nel tentativo di porre rimedio alla crisi che stava minando l'istituzione tetrarchica, chiese a Diocleziano di presenziare un convegno nel quale sarebbe stato nominato un nuovo augusto. Riunitisi quindi a Carnuntum nel novembre del 308 insieme a Massimiano, la scelta cadde su Licinio, mentre Costantino fu confermato cesare per la parte occidentale. Costantino e Massimino Daia accettarono inizialmente la posizione subordinata, tuttavia nel 310 si autoproclamarono augusti al pari di Galerio e Licinio, mentre Massenzio restava, come usurpatore, in Italia e Africa, benché anch'egli si fosse proclamato augusto già nel 307.

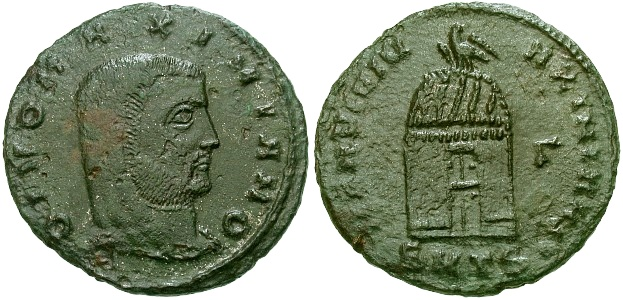
Moneta coniata da Galerio nel 310/311 e dedicata al «MEM DIVI MAXIMIANI», alla memoria di Massimiano divinizzato, dopo la sua morte nel 310

Il 30 aprile del 311 fu emesso a Serdica l'editto generale di tolleranza, a nome degli augusti Galerio, Licinio e Costantino, che segnò la fine delle persecuzioni contro i cristiani e la restituzione dei beni ecclesiastici loro confiscati in precedenza. Lattanzio, che riporta il testo dell'editto, ammonisce l'imperatore per la repressione della fede cristiana. Nel De mortibus persecutorum (48, 2-13) prevede il destino al quale vanno incontro tutti i persecutori e descrive la gangrena da cui Galerio venne colpito, che portò l'imperatore alla morte sei giorni dopo la pubblicazione dell'editto.

### Fonti primarie
- Panegirici latini, IV;
- Consularia Constantinopolitana
- Aurelio Vittore, Cesari; Epitome
- Eutropio, Breviarium
- Lucio Cecilio Firmiano Lattanzio, Morte dei persecutori
- Sofronio Eusebio Girolamo, Cronaca

### Fonti secondarie
- «C. Galerius Valerius Maximianus 9», The Prosopography of the Later Roman Empire, volume 1, Cambridge 1971, pp. 574–575.
- (EN) Timothy David Barnes, Constantine and Eusebius, Harvard University Press, 1981, ISBN 978-0-674-16531-1.
- (EN) Timothy David Barnes, Constantine: dynasty, religion, and power in the later Roman Empire, Blackwell, 2011, ISBN 978-0-674-16531-1.